# Bill Mahony
William „Bill“ Victor Mahony (* 16. September 1949 in New Westminster, British Columbia) ist ein ehemaliger kanadischer Schwimmer. Er erhielt 1972 in München eine olympische Bronzemedaille und gewann bei Commonwealth Games vier Goldmedaillen und eine Bronzemedaille sowie bei Panamerikanischen Spielen zwei Silbermedaillen.

## Sportliche Karriere
Mahony lernte mit fünf Jahren Schwimmen und begann seine sportliche Laufbahn bei den Pacific Dolphins in Vancouver. Später schwamm er für die Mannschaften der University of British Columbia und der University of Michigan.
Bei den British Empire and Commonwealth Games 1966 in Kingston, Jamaika, belegte Mahony den siebten Platz im 110-Yards-Brustschwimmen und gewann die Bronzemedaille über 200 Meter Brust. 1967 bei den Panamerikanischen Spielen in Winnipeg gewannen Jim Shaw, Bill Mahony, Ron Jacks und Sandy Gilchrist die Silbermedaille in der 4-mal-100-Meter-Lagenstaffel hinter dem Quartett aus den Vereinigten Staaten. Über 100 Meter Brust und über 200 Meter Brust belegte Mahony in Winnipeg jeweils den vierten Platz. Im Jahr darauf startete Mahony auch bei den Olympischen Spielen in Mexiko-Stadt in drei Disziplinen. Über 100 Meter und über 200 Meter Brust verpasste er jeweils als Elfter denn Einzug in den Endlauf. Die kanadische Lagenstaffel mit Jim Shaw, Bill Mahony, Tom Arusoo und Sandy Gilchrist kam auf den siebten Platz.
Bei den British Commonwealth Games 1970 in Edinburgh, Schottland, siegte Mahony in seinen drei Disziplinen. Über 100 Meter Brust hatte er im Ziel 0,4 Sekunden Vorsprung auf seinen Landsmann Peter Cross, Dritter wurde der Australier Peter Jarvie. Über 200 Meter Brust hatte er 0,4 Sekunden Vorsprung auf Peter Jarvie, Dritter wurde der Schotte David Wilkie vor Peter Cross. Die kanadische 4-mal-100-Meter-Lagenstaffel mit William Kennedy, Bill Mahony, Byron MacDonald und Robert Kasting gewann den Titel vor den Australiern. 1971 bei den Panamerikanischen Spielen in Cali belegte Mahony wieder über beide Brust-Distanzen den vierten Platz. Die 4-mal-100-Meter-Lagenstaffel mit William Kennedy, Bill Mahony, Byron MacDonald und Timothy Bach gewann die Silbermedaille hinter der Staffel aus den Vereinigten Staaten.
Bei den Olympischen Spielen 1972 in München verpasste Mahony als Elfter über 100 Meter Brust und als Neunter über 200 Meter Brust wie 1968 den Einzug in ein Einzelfinale. Zum Abschluss der Schwimmwettbewerbe wurde die 4-mal-100-Meter-Lagenstaffel ausgetragen. Bill Kennedy, Bill Mahony, Bruce Robertson und Robert Kasting erreichten das Finale mit der viertbesten Zeit. Im Finale siegte die Staffel aus den Vereinigten Staaten mit fast vier Sekunden Vorsprung auf das Quartett aus der DDR, 0,14 Sekunden dahinter gewannen Erik Fish, Bill Mahony, Bruce Robertson und Robert Kasting die Bronzemedaille. Seine letzte große internationale Meisterschaft waren die British Commonwealth Games 1974 in Christchurch. Mahony schied über 100 Meter Brust im Vorlauf aus und erreichte den vierten Platz über 200 Meter Brust. Nachdem Mahony vier Jahre zuvor allein drei Goldmedaillen erkämpft hatte, erschwammen die kanadischen Männer 1974 nur zwei Titel. Am Erfolg der 4-mal-100-Meter-Freistilstaffel war Mahony nicht beteiligt. Die andere Goldmedaille erhielten Steve Pickell, Bill Mahony, Bruce Robertson und Brian Phillips in der Lagenstaffel.